# Баричні системи
Бари́чні систе́ми (грец. βαρος — тягар) — форми розподілу тиску в атмосфері. 
Баричні системи поділяються на області підвищеного та зниженого тиску і бувають із замкнутими і незамкнутими ізобарами (перші мають назву циклонів і антициклонів, другі — западин і гребенів). 
Баричні системи, як правило, зазнають значної зміни в просторі і в часі, наприклад, баричні системи із замкнутими ізобарами біля земної поверхні у верхніх шарах перетворюються в системи з розімкнутими ізобарами. 
Розрізняють низькі, середні та високі баричні системи. До низьких відносяться баричні системи, які простягаються на висоту 1—2 км, до середніх — 3—5 км і до високих— понад 5 км. Молоді циклони і антициклони є низькими, а старі — високими Б. с; перші звичайно переміщуються з великими швидкостями, другі — малорухомі. Горизонтальні розміри баричних систем порядку 1000 км і більше. Середня швидкість переміщення баричні системи 30 — 40 км/год; зимою в порівнянні з літом вона трохи більша. З баричними системами пов'язані певні системи повітряних течій, розподіл температур, хмарності, опадів, тому вивчення їх має велике значення для прогнозів погоди.